# طوفان (فیلم ۲۰۱۰)
طوفان (انگلیسی: The Tempest) فیلمی در ژانر کمدی رمانتیک و کمدی-درام به کارگردانی جولی تایمور است که در سال ۲۰۱۰ منتشر شد.

## بازیگران
- هلن میرن
- فلیسیتی جونز
- جایمن هانسو
- راسل برند
- آلفرد مولینا
- کریس کوپر
- دیوید استراترن
- تام کونتی
- الن کومینگ
- بن ویشاو
- ریو کارنی